# Opción Democrática
Opción Democrática (OD) es un partido político de la República Dominicana fundado el 23 de agosto del 2015 por Minou Tavárez Mirabal. Es un partido político emergente, de orientación ideológica progresista y socialdemócrata.

## Inicios
Para las elecciones de 2016, Opción Democrática y Alianza por la Democracia (APD) forman alianza para llevar a Minou Tavárez Mirabal como candidata a la presidencia, siendo la primera mujer aspirar a este cargo en la República Dominicana.
El 23 de marzo de 2018, el Tribunal Constitucional emitió una sentencia (TC/0082/18) en respuesta al recurso de amparo presentado por Opción Democrática. En dicha sentencia, se ordenó a la Junta Central Electoral, que en ese momento estaba presidida por Julio César Castaños, que revisara nuevamente la solicitud de reconocimiento de partido político presentada por Opción Democrática. Esta decisión se tomó debido a que se consideró que los derechos colectivos de la organización habían sido violados previamente por la Junta Central Electoral, bajo la presidencia de Roberto Rosario en el año 2016.

## Procesos con Alianza País
Con la promulgación de la Ley 33-18 de Partidos, Agrupaciones y Movimientos Políticos, algunos críticos la describieron como una altamente antidemocrática, ya que prohibía a los partidos políticos de primer reconocimiento formar alianzas o coaliciones con partidos ya existentes.
Esto obligó a Opción Democrática a pactar un proceso de fusión con Alianza País en agosto de 2019 para así participar en los comicios del 2020.
Bajo esta nueva plataforma, José Horacio Rodríguez se postula como diputado por la circunscripción 1 del Distrito Nacional y es electo como el diputado más votado del territorio con 17,676 votos preferenciales.
En mayo de 2022, debido a diferencias de cultura política, métodos de trabajo y visión, se solicita a la Junta Central Electoral la nulidad del pacto de fusión entre Opción Democrática y Alianza País. La misma fue acogida mediante la resolución 23/2022 el 29 de agosto de 2022.

## Opción Democrática 2.0
Restablecida la personería jurídica de Opción Democrática, el 30 de octubre de 2022 se realiza la Convención Nacional en la que se aprobaron los estatutos, principios y su Dirección Política, la cual estuvo compuesta por Minou Tavárez Mirabal como presidenta del partido; José Horacio Rodríguez, como vicepresidente; y Franiel Genao Núñez, como secretario general, así como otros 16 liderazgos nacionales. Las elecciones se llevaron a cabo siguiendo principios democráticos, empleando un sistema de votación digital que permitió una amplia participación tanto de votantes presentes físicamente como de aquellos que optaron por participar en línea garantizando una inclusión significativa de ciudadanos de diferentes ubicaciones geográficas, tanto dentro del país como en el extranjero.